# Dorcadion pseudocinctellum
Dorcadion pseudocinctellum là một loài bọ cánh cứng trong họ Cerambycidae.